# Separatizam
Pod separatizmom se podrazumijeva potpora za ustroj jedne države, iz političkih, kulturnih, etničkih, jezičkih, vjerskih ili drugih razloga za odvajanje od suparničke skupine, često i u kombinaciji s velikom političkom autonomijom.
Ovisno o političkoj situaciji i ideologiji mogu se seperatisičke grupe pozivati na različite vrste ustroja, poput nezavisnosti, autonomije, dijeljenja na dva dijela itd. Neki kritičari izjednačavaju separatizam i segregaciju prema vjeroispovjesti, rasi ili spolu, dok separatisti smatraju da se separacija odvija kroz izbor i nije isto što i priisilna segregacija, a ima svrsishodne ciljeve.